# Gerino Gerini
Gerino Gerini (n. 10 august 1928, Roma, d. 17 aprilie 2013, Cremona) a fost un pilot italian de Formula 1 care a evoluat în Campionatul Mondial în 1956 și 1958.
1. ↑  Gerino Gerini, accesat în 9 octombrie 2017
2. ↑  Gerino Gerini (în engleză)